# 猫海綿状脳症
猫海綿状脳症（ねこかいめんじょうのうしょう、英:feline Spongiform Encephalopathy、略語:FSE、別称:猫伝達性海綿状脳症）は、猫科動物の脳の中に空洞ができ、スポンジ（海綿）状になり死に至る感染症（プリオン病）である。初の感染報告は1990年イギリス。同時期ヨーロッパで猛威を振るっていた牛海綿状脳症（狂牛病）との関連性が疑われる。ヨーロッパを中心に感染が拡大し、2000年代に入ると、狂牛病の収束と共に感染は収まっていった。
羊のスクレイピーや、鹿の慢性消耗病 (CWD)、他、ヒトのクロイツフェルト・ヤコブ病 (Creutzfeldt-Jakob disease, CJD) などを総称して伝達性（伝染性）海綿状脳症（Transmissible Spongiform Encephalopathy, TSE）と表記される場合もある。

## 症状
この病気の症状は牛の牛海綿状脳症や羊のスクレイピーに酷似している。初期症状としては震え、しばらくすると歩行困難になる。通常は後肢から麻痺していく。また、知覚過敏の症状も出る場合がある。異常な頭の傾き、虚ろな目つき、過剰な流涎、毛づくろい行動の減少、多食、多飲、散瞳を示す猫もいる。直にほとんどの行動が制限され動けなくなる。発症から数週間〜数年で確実に死に至る。致死率100%というのもプリオン病の特徴である。
感染した動物では運動失調が約8週間続くことが観察された。

## PET-Blot分析による診断と発見
この疫病は異常プリオン(PrPres)によって引き起こされるが、この異常プリオンが感染した動物の臓器に沈着している場合がある。特に脳や腎臓に多く見られる。それらを見る手段がPET-Blot分析である。これにより、より正確にプリオン病を診断することができる。
PET-Blot分析　この分析法は異常プリオン以外の非異常性免疫反応と混同することなく異常プリオンに含まれているプロテイナーゼ K (PK) 耐性形態というタンパク質を発見することができる。
この分析法を用いてこの疫病に感染したチーターの臓器を検査したところ、異常プリオンの反応が見られた。この分析法は羊のスクレイピーなどのプリオン病も発見でき、プリオン病の研究に希望の光をもたらそうとしている。

## 対処
牛海綿状脳症は世界中でパニックを引き起こしたが、猫海綿状脳症はあまり知名度はなく現地の新聞などで取り上げられる程度であった。だが、やはり牛海綿状脳症が原因だったためか牛海綿状脳症へのイギリス政府の対処により相対的に猫海綿状脳症も収束していった。
罹患した猫は他の伝達性（伝染性）海綿状脳症と同等に焼却処分とされる。

## 被害
初感染国イギリス国内では87匹のイエネコが感染した。また、ノルウェー、北アイルランド、スイスでそれぞれ1件の症例が報告されている。1990年以降、いくつかの動物園から9頭のピューマ、3頭のチーター、 3頭のオセロット、そしてライオンとトラでそれぞれ2例の感染が報告されている。
症例　1990年 イギリス　初の感染報告はイギリスで報告された。感染したのはイエネコの「マックス」。震え、歩行困難に陥ったすえ、安楽死でこの世を去った。現地では「MADMAX」（狂ったマックス）と呼ばれ、新聞でも大々的に報道された。
2001年(最新) スイス　こちらもイエネコが感染した。感染原因は厚生労働省によると異常プリオンによって汚染された動物の脳が含まれたペットフードを食べたことによると発表されたが、スイスでは、スイスは1996年に脳と脊髄を使用した動物性飼料を禁止しているため、もし厚生労働省が発表した内容が事実なら1996年以前に食べたペットフードが原因だろう。ただ、ヒトの孤発性クロイツフェルト・ヤコブ病のように急に異常プリオンが発生した可能性もあるため断定はできない。